# تحالف القوى الثورية لغرب السودان
تم تشكيل تحالف القوى الثورية لغرب السودان يوم 20 يناير 2006م، عندما اندمجت حركة العدل والمساواة وحركة تحرير السودان لتشكل أحد متمردي التحالف في السودان في منطقة دارفور.
أصدر المنتدى العربي للصحافة والتربية والديمقراطية بيانا صحفيا بالفرنسية والعربية في العاصمة التشادية انجمينا جاء فيه أن "الحركتين اتفقتا على الانضمام وتنسيق جميع القوى السياسية والعسكرية والاجتماعية وعلاقاتهما الدولية ومضاعفة قدرتهما القتالية في هيئة جماعية. تحت اسم تحالف القوى الثورية لغرب السودان. سيعزز هذا الاتحاد تضامن وتماسك ووحدة شعب السودان بشكل عام وشعب الغرب بشكل خاص. كما سيعزز موقف الحركات المسلحة في مفاوضات (السلام) "الجارية حاليا في أبوجا بنيجيريا".
وقال رئيس حركة العدل والمساواة الطبيب خليل إبراهيم للصحفيين «لقد أنشأنا هذا الاتحاد لمصلحة أهل دارفور. إن تضييع الوقت دون توحيد جهودنا يعني تمديد أيام نظام (الخرطوم) الذي أصبح عاملاً في تفكك النظام».
ووقع البيان الصحفي أيضا زعيم حركة تحرير السودان مني مناوي.[بحاجة لمصدر]

## روابط خارجية
- «متمردو دارفور يتحدون كمجموعة واحدة» (رويترز)